# The Blues Show! Live at Pin Inn
The Blues Show! Live at Pin Inn è un album discografico Live a nome John Littlejohn and Carey Bell, pubblicato dall'etichetta discografica Yupiteru Records nel 1982.

## Tracce
Lato A
1. Bloody Tears – 5:20 (Willie Dixon)
2. Hoochie Coochie Man – 4:21 (Willie Dixon)
3. Mama Told Me – 4:10 (Carey Bell)
4. Sweet Home Chicago – 4:09 (Robert Johnson)
5. Dream – 5:49 (John Funchess)

Lato B
1. Carey Bell's Rock – 4:10 (Carey Bell)
2. Easy to Love You – 7:11 (Carey Bell)
3. Kiddio – 3:42 (Brook Benton, Clyde Otis)
4. Slidin' Home – 5:05 (John Funchess)
5. Shake Your Money Maker – 3:55 (Elmore James)

- Il brano Shake Your Money Maker, è stato attribuito erroneamente, nell'album originale, a Etta James.

## Musicisti
- John Littlejohn - chitarra, chitarra slide
- John Littlejohn - voce solista (brani: Bloody Tears, Hoochie Coochie Man, Dream e Slidin' Home)
- Carey Bell - armonica
- Carey Bell - voce solista (brani: Mama Told Me e Easy to Love You)
- Larry Burton - chitarra
- Willie Kent - basso
- Casey Jones - batteria
- Casey Jones - voce solista (brano: Sweet Home Chicago)

Note aggiuntive
- Registrato dal vivo il 22 dicembre 1981 al Roppongi Pit Inn di Tokyo (Giappone)
- Kazumi Okuma - fotografie[2]